# Jean-René Lemoine
Jean-René Lemoine (19 giugno 1959) è un regista e drammaturgo haitiano, residente a Parigi dal 1989.
La sua commedia Erzuli Dahomey, dea dell'amore ha ricevuto il premio SACD per la drammaturgia in lingua francese nel 2009. È entrata nel repertorio della Comédie-Française nel 2012 (Théâtre du Vieux-Colombier).

## Biografia
Nasce nel 1959 ad Haiti, passa la sua infanzia a Zaire e la sua adolescenza in Belgio, per poi trasferirsi a Parigi nel 1989, dove è tuttora residente. Jean-René Lemoine si è formato presso il conservatorio d'arte drammatica di Parigi e alla Scuola Mudra di Maurice Béjart a Bruxelles. Successivamente si è iscritto all'istituto di studi teatrali Censier di Parigi. Nella sua carriera come attore ha lavorato con la compagnia di Lindsay Kemp, come assistente all'Unione dei Teatri d'Europa e al Teatro dell'Odéon e ha collaborato regolarmente con l'Académie Expérimentale. Ha anche tenuto corsi di recitazione alla scuola d'arte drammatica Cours Florent a Montpellier dal 1998 al 2000 e laboratori di recitazione al Théâtre de la Tempête, ARTA e Studio-Théâtre d'Asnières. Inoltre ha lavorato in laboratori per sceneggiatori presso La Fémis e ha fatto da mentore all'attore Julien Mages per TEXTES-en SCÈNES, un concorso coordinato dalla Société Suisse des Auteurs.
La sua attività come drammaturgo teatrale inizia nel 1985, anno in cui mette in scena lo spettacolo Les Folies Bergères al Teatro Carcano a Milano. Tra le sue opere, sia in veste di regista che di drammaturgo, vi sono L'Ode à Scarlett O'Hara (1997) e Ecchymose (1999). Nel 1997 fonda la compagnia teatrale Erzuli. Nel 2001 realizza lo spettacolo per bambini Voyage vers Grand-Rivière mentre nel 2004 dirige Verbó di Giovanni Testori.
In seguito ha continuato a dedicarsi principalmente alla scrittura e alla regia; ha scritto il romanzo Compte-rendu d’un vertige e numerosi testi teatrali tra cui: Iphigénie, Portrait d'un couple, Chimères, L'Ode à Scarlett O'Hara, Ecchymose, L'Odeur du noir, Erzuli Dahomey, Le Voyage vers Grand-Rivière e Comédie Française. Nel 2006 ha scritto Face à la mère, ispirato all'infanzia di Lemoine e del suo rapporto con la madre morta prematuramente; lo spettacolo è stato in tournée da novembre 2006 a giugno 2008. Nel 2009 lavora alla sceneggiatura del film Moloch Tropical diretto da Raoul Peck. Nel 2012 viene messo in scena Erzuli Dahomey per la regia di Eric Génovèse mentre nel 2013 organizza Le Jeu de l'amour et du hasard a Port-au-Prince. Nel 2014 realizza Médée poème enragé, un monologo che prende in prestito la figura del personaggio di Medea come protagonista. Nel marzo 2016 ha lavorato con gli studenti del Jeune Théâtre National in un laboratorio teatrale a Liyuan in Cina.
Nel 2017 lavora ad Iphigénie sotto la regia di Lee Hyun-joo e lo spettacolo viene messo in scena durante il Festival d'Avignone e a settembre dello stesso anno recita ne Il mercante di Venezia di William Shakespeare diretto da Jacques Vincey. Nel novembre 2019 mette in scena la commedia Vents contraires all'MC93 di Bobigny che è stata in tournée fino al 2020. Sempre come attore nel novembre 2020 ha recitato in Born Bad di Debbie Tucker Green.

## Filmografia

### Cinema

#### Attore
- Cenerentola '80, regia di Roberto Malenotti (1984)
- Miranda, regia di Tinto Brass (1985)
- Così fan tutte, regia di Tinto Brass (1992)
- Confession d'un dragueur, regia di Alain Soral (2001)
- Montparnasse - Femminile singolare (Jeune Femme), regia di Léonor Serraille (2017)[16]

#### Sceneggiatore
- Moloch Tropical, regia di Raoul Peck (2009)

### Televisione
- Ellepi, regia di Roberto Malenotti - film TV (1987)
- 28' - serie TV, 1 episodio (2012)

## Teatro

### Regista
- Les Folies Bergères. Teatro Carcano di Milano (1985)
- L'Ode à Scarlett O'Hara. La Ferme du Buisson di Noisiel. Théâtre de la Tempête di Parigi (1997)
- Ecchymose. Teatro dell'Odéon di Parigi. Théâtre de la Tempête di Parigi (1999)
- Voyage vers Grand-Rivière. Centre Dramatique de Sartrouville di Sartrouville (2001)
- L'Adoration. Théâtre Gérard Philipe di Saint-Denis (2003)
- Verbó, di Giovanni Testori. Teatro Garibaldi di Palermo (2004)
- Pietra di pazienza (Syngué sabour. Pierre de patience), di Atiq Rahimi (2009)
- Le Jeu de l'amour et du hasard. FOKAL di Port-au-Prince (2013)
- Médée poème enragé. Maison de la Culture de Seine-Saint-Denis - MC93 di Bobigny (2014-2016, 2018-2020)[14]
- Vents contraires. Maison de la Culture de Seine-Saint-Denis - MC93 di Bobigny (2019-2020)

### Drammaturgo
- Les Folies Bergères. Teatro Carcano di Milano (1985)
- L'Ode à Scarlett O'Hara. La Ferme du Buisson di Noisiel. Théâtre de la Tempête di Parigi (1997)
- Ecchymose. Teatro dell'Odéon di Parigi. Théâtre de la Tempête di Parigi (1999)
- Voyage vers Grand-Rivière. Centre Dramatique de Sartrouville di Sartrouville (2001)
- L'Adoration. Théâtre Gérard Philipe di Saint-Denis (2003)
- Face à la mère, regia di Alexandra Tobelaim[17]. Maison de la Culture de Seine-Saint-Denis - MC93 di Bobigny  (2006)
- Erzuli Dahomey, regia di Eric Génovèse. Théâtre du Vieux-Colombier di Parigi (2012)
- Le Jeu de l'amour et du hasard. FOKAL di Port-au-Prince (2013)
- Médée poème enragé. Maison de la Culture de Seine-Saint-Denis - MC93 di Bobigny (2014-2016, 2018-2020)[14]
- Iphigénie, regia di Lee Hyun-joo. Chapelle de l'Oratoire di Avignone (2017)
- In Memoriam, regia di Miracson Saint-Val. FOKAL di Port-au-Prince (2019)[18]
- Vents contraires. Maison de la Culture de Seine-Saint-Denis - MC93 di Bobigny (2019-2020)

### Attore
- Médée poème enragé. Maison de la Culture de Seine-Saint-Denis - MC93 di Bobigny (2014)[14]
- Il mercante di Venezia, di William Shakespeare, regia di Jacques Vincey. Centre Dramatique National de Tours - Théâtre Olympia di Tours (2017)
- Born Bad, di Debbie Tucker Green. Hampstead Theatre di Londra (2020)

## Opere
- Bernard-Marie Koltès, Il ritorno al deserto e altri testi, traduzione di Ferdinando Bruni, Saverio Vertone e Jean-René Lemoine, Milano, Ubulibri, 1991, ISBN 88-7748-112-9.
- Il teatro del Quebec. Le cognate di Michel Tremblay. In casa, con Claude di René-Daniel Dubois..., traduzione di F. Moccagatta, B. Nativi e Jean-René Lemoine, Milano, Ubulibri, 1994, ISBN 88-7748-136-6.
- (FR) L'Adoration, collana Théâtre à l'affiche, Carnières, Edizioni Lansman, 2003, ISBN 2-87282-387-5.
- Bernard-Marie Koltès, Nella solitudine dei campi di cotone e altri testi, traduzione di F. Bruni, Jean-René Lemoine e S. Vertone, Milano, Ubulibri, 2003, ISBN 88-7748-112-9.
- (FR) Ecchymose, collana Bleue, Besançon, Les Solitaires Intempestifs, 2005, ISBN 2-84681-137-7.
- (FR) Face à la mère, collana Bleue, Besançon, Les Solitaires Intempestifs, 2006, ISBN 2-84681-176-8.
- (FR) Erzuli Dahomey, déesse de l'amour, collana Bleue, Besançon, Les Solitaires Intempestifs, 2009, ISBN 978-2-84681-267-2.
- (FR) Iphigénie suivi de In Memoriam, collana Bleue, Besançon, Les Solitaires Intempestifs, 2012, ISBN 978-2-84681-313-6.
- (FR) Médée poème enragé - Atlantides, collana Bleue, Besançon, Les Solitaires Intempestifs, 2013, ISBN 978-2-84681-521-5, OCLC 999862933.
- (FR) Atlantides suivi de Le Voyage vers Grand-Rivière, collana Jeunesse, Besançon, Les Solitaires Intempestifs, 2014, ISBN 978-2-84681-436-2, OCLC 902783984.
- (FR) Vents contraires, collana Bleue, Besançon, Les Solitaires Intempestifs, 2016, ISBN 978-2-84681-476-8, OCLC 949868351.
- (EN) Charlotte Boimare, Daniely Francisque, Jean-René Lemoine, Gaël Octavia, Guy Régis Jr, Luc Saint-Éloy e Magali Solignat, New Plays from the Carribbean: Francophone Edition, a cura di Stéphanie Bérard e Frank Hentschker, traduzione di Danielle Carlotti-Smith, Martin E. Segal Theatre Center Publications, 2022, ISBN 978-1-953892-06-5.
- (EN) William Shakespeare, Le Conte D'hiver. the Winter's Tale, a cura di Florient Azoulay e Yan Brailowsky, traduzione di Jean-René Lemoine, Parigi, Les Belles Lettres, 2022, ISBN 978-2-251-45282-1.

## Riconoscimenti
- 1992 - Premio SACD per il concorso RFI Théâtre[6][4]
  - Premio per L’Odeur du noir
- 1993 - Fondation Beaumarchais[6][4]
  - Premio per Chimères
- 1998 - Centre National des Lettres[4]
  - Partecipante per l'opera Erzuli Dahomey
- 1998 - Grand Prix de la Critique[4]
  - Premio per L'Ode à Scarlett O'Hara per miglior opera in lingua francese per la stagione 97-98
- 2001 - Certosa di Villeneuve lez Avignon
  - Partecipante per la stesura dell'opera Comédie Française
- 2009 - Premio SACD per la drammaturgia francofona[2]
  - Premio per Erzuli Dahomey
- 2010 - ARTCENA[6]
  - Premio Aide à la création de textes dramatiques
- 2013 - Premio Émile Augier[19][20]
  - Premio per Iphigénie
- 2013 - Premio Les Solitaires intempestifs[21]
  - Premio per Iphigénie